# Taniszi nagy szfinx
A taniszi nagy szfix a párizsi Louvre múzeum egyik szobra, amely az ókori egyiptomi kiállításon látható.
A szfinxet egyetlen rózsaszín gránittömbből faragták ki. Magassága 183, hossza 480, szélessége 154 centiméter. A szoborba több fáraó (II. Amenemhat, Merenptah és I. Sesonk) nevét is belevésték. A szobrot 1825-ben találta Henry Salt angol utazó, egyiptológus expedíciója a taniszi Ámon-templom romjai között. Tanisz a XXI. és a XXII. dinasztia idején volt az egyiptomi birodalom fővárosa. A műalkotást 1826-ban vásárolta meg a francia állam.